# Mémorial australien du Hamel
Le Mémorial australien du Hamel est un monument commémoratif de la Première Guerre mondiale, situé sur le territoire de la commune du Hamel, dans le département de la Somme non loin de Villers-Bretonneux et de Corbie.

## Historique
Le mémorial (en anglais : Australian Corps Mémorial) du Hamel été édifié, à l'initiative du gouvernement australien. Il est dédié à la mémoire des soldats australiens qui ont servi dans l'Australian Corps en France pendant la Grande Guerre. Créé en 1917, ce corps d'armée était composé de cinq divisions qui avaient servi en France et en Belgique depuis 1916.
Le 4 juillet 1918, avec l'appui des troupes américaines, le général John Monash lança une attaque victorieuse d'envergure en alliant pour la première fois infanterie, artillerie, aviation, blindés et parachutages, préfigurant ainsi la tactique de la guerre moderne.
Le parc commémoratif est situé sur le plateau à l'est du village, sur le site de l'objectif final de la Bataille du Hamel. Il a été inauguré le 4 juillet 1998, soit quatre-vingts ans après la bataille du Hamel. Il commémore le sacrifice de plus de mille soldats australiens durant la Première Guerre mondiale.

## Caractéristiques
Le mémorial est construit avec des pierres venant d'Australie, il est composé de trois mur arrondis. Sur le panneau central se distingue le symbole de l'Australian Corps.
Un parcours pédestre agrémenté de plusieurs panneaux explicatifs permet de comprendre les différents aspects des combats qui se sont déroulés en ce lieu. Des vestiges de tranchées sont encore visible non loin du monument.
Le mémorial du Hamel symbolise, avec son voisin le Mémorial national australien de Villers-Bretonneux, l'un des sites où s'est forgé le sentiment national australien.

## Pour approfondir